# Molières-Cavaillac
Molières-Cavaillac is een gemeente in het Franse departement Gard (regio Occitanie). De plaats maakt deel uit van het arrondissement Le Vigan. Molières-Cavaillac telde op 1 januari 2022 903 inwoners.

## Geografie
De oppervlakte van Molières-Cavaillac bedroeg op 1 januari 2022 7,71 vierkante kilometer; de bevolkingsdichtheid was toen 117,1 inwoners per km².

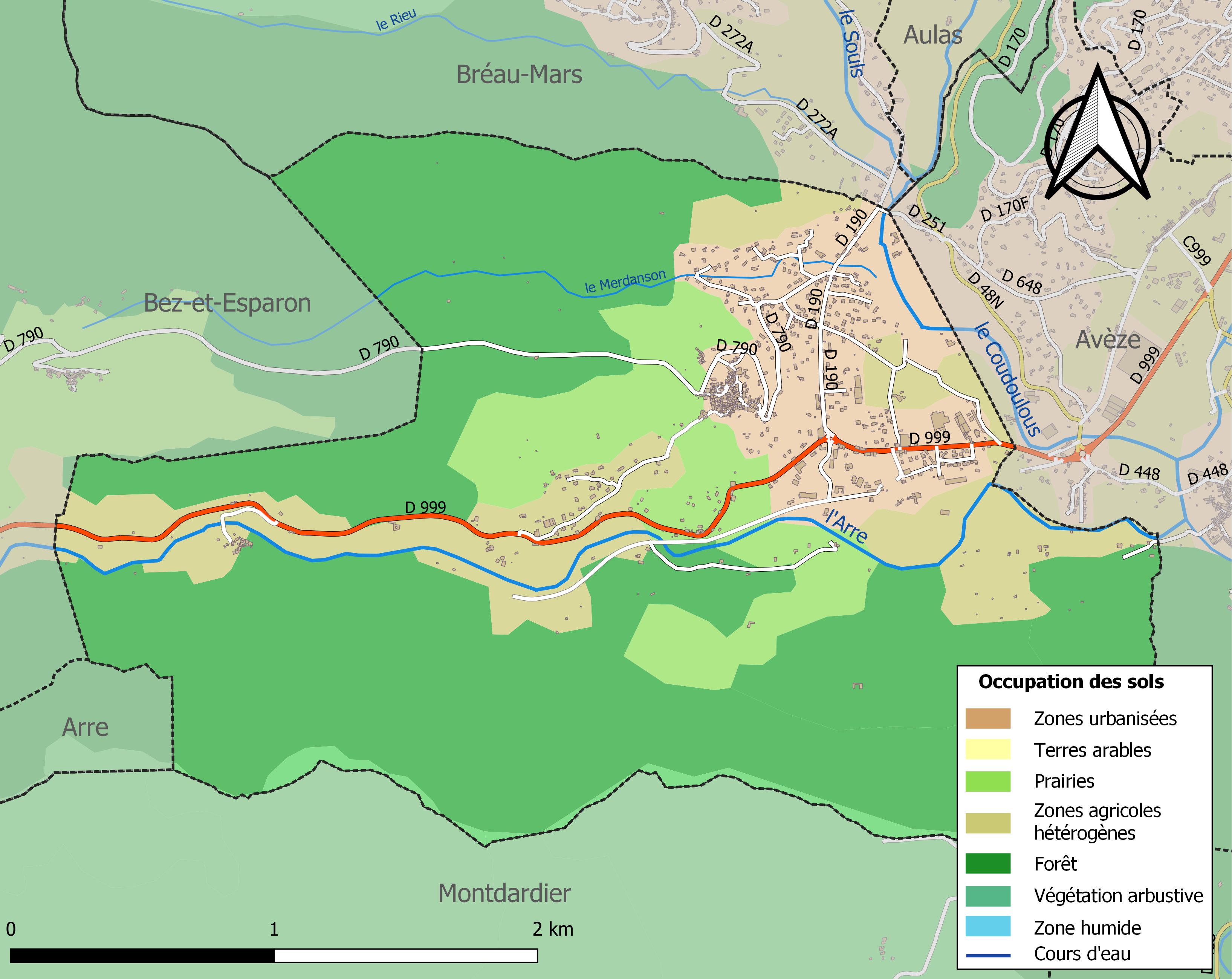
Kaart van de gemeente met belangrijkste infrastructuur, bodemgebruik en omliggende gemeenten

## Demografie
Onderstaande figuur toont het verloop van het inwonertal (bron: INSEE-tellingen).